# Ново-Переделкино
Но́во-Переде́лкино — район Москвы, расположенный в Западном административном округе за пределами МКАД, а также соответствующее ему одноимённое внутригородское муниципальное образование. Назван по находившемуся на его территории посёлку Переделкино, ныне располагающемся в районе Внуково.

## История района
Название район получил от посёлка Переделкино, образованного в 1947 году на территории современного района Ново-Переделкино и ныне расположенного в Новомосковском административном округе. Его история восходит к XVII веку: название происходит от деревни Переделец (к северу) или, что менее вероятно, Передельцы (к югу, позднее включено в город Московский). На данный момент под Переделкино обычно понимают территорию, включающую в себя район Ново-Переделкино, Переделки, посёлок ДСК «Мичуринец», Рассказовку с новыми жилыми комплексами, имеющими название в честь Переделкино и территорию района Солнцево, прилегающую к платформе Новопеределкино.
История района Ново-Переделкино — это история подмосковных сел и деревень Федосьино, Лукино и Орлово. Они существовали здесь многие столетия. В 1899 году недалеко от них была построена платформа Брянской железной дороги 16-я верста. Федосьино и Орлово оказались к югу от железной дороги, а Лукино — к северу. В 1920-х годах платформу переименовывают в Переделки (недалеко находилась существующая и сегодня деревня Переделец, хотя ближе всего к платформе была деревня Лукино), а затем в Переделкине. Рядом возникают посёлки Лукино (поглотившее село Лукино) к северу от железной дороги, Чоботы и Переделкино к югу от железной дороги, недалеко от деревни Федосьино. В 1940-е годы на северной стороне железной дороги возникает дачный посёлок Лазенки, а к югу от железной дороги, недалеко от Переделкино — посёлок Здоровый Отдых. Жители будущего района трудились на проходящей рядом железной дороге на Брянск, позже продлённой до Киева.
В 1984 году дачные посёлки Переделкино[уточнить] и Чоботы, посёлки Здоровый Отдых, Лазенки и Лукино, деревни Орлово и Федосьино входят в состав Москвы во вновь образованный Солнцевский район.
В 1988 году популярные писатели В. Каверин, М. Алексеев, А. Вознесенский, С. Залыгин, Е. Евтушенко, Ю. Черниченко публично выступили против многоэтажной застройки Ново-Переделкина на основании «секретного» решения Мосгорисполкома № 1332 от 5 мая 1985 года, подписанного В. Ф. Промысловым и Б. В. Покаржевским. По мнению писателей это строительство рассекает Переделкино надвое, «ставит под прямую угрозу само существование заповедных переделкинских мест» и «влечет за собой ощутимые негативные последствия экологического, социального и экономического порядка для Москвы и москвичей».
В 1988 году Переделкино, Здоровый Отдых и Федосьино сносят, а на их месте строят жилые массивы будущего Ново-Переделкино. Дачный посёлок Лукино не был снесён, но к XXI веку оказался поглощён Лазенками.
В ходе административной реформы 1991 года на территории бывшего Солнцевского района были образованы муниципальные округа Солнцево, Ново-Переделкино и Внуково, вошедшие в Западный административный округ. В 1995 году все они, в том числе Ново-Переделкино, получили статус районов Москвы. Муниципальное образование Ново-Переделкино было сформировано в 2003 году, однако в местных топонимах до сих пор существует нумерация микрорайонов, оставшаяся от бывшего Солнцевского района. Например, 14-й микрорайон Ново-Переделкина был построен более 15 лет спустя после разделения Солнцева и Ново-Переделкино.
Ново-Переделкино получило статус района Москвы в 1995 году.
8 мая 2024 года в Новой Москве были упразднены поселения в пользу новых районов, а также произошёл обмен участками территорий существующих районов с вновь образованными. В результате реформы земли поселения Московский Новомосковского административного округа, ограниченные дорогой Солнцево — Бутово — Варшавское шоссе, Киевским шоссе и территорией поселения, отошедшей Солнцеву, перешли в состав района.

## Показатели района
По данным на 2010 год площадь района составляет 847,82 га, плотность населения — 13 627,4 чел./км², площадь жилого фонда — 1895 тыс. м².

## Население
| 2002     | 2010     | 2012     | 2013     | 2014     | 2015     | 2016     |
| -------- | -------- | -------- | -------- | -------- | -------- | -------- |
| 86 755   | ↗111 047 | ↗112 093 | ↗115 836 | ↗117 883 | ↗119 183 | ↗120 737 |
| 2017     | 2018     | 2019     | 2020     | 2021     | 2023     | 2024     |
| ↗121 024 | ↗121 947 | ↘121 553 | ↗121 718 | ↗123 113 | ↗123 219 | ↘122 058 |

### Национальный состав
По итогам переписи населения 2020 года проживали следующие национальности (национальности менее 0,1 % и другое, см. в сноске к строке «Другие»):
| Национальность | Численность, чел. | Доля     |
| -------------- | ----------------- | -------- |
| Русские        | 106 281           | 86,33 %  |
| Татары         | 878               | 0,71 %   |
| Украинцы       | 758               | 0,62 %   |
| Армяне         | 548               | 0,45 %   |
| Азербайджанцы  | 472               | 0,38 %   |
| Грузины        | 333               | 0,27 %   |
| Белорусы       | 166               | 0,13 %   |
| Узбеки         | 161               | 0,13 %   |
| Евреи          | 129               | 0,10 %   |
| Другие         | 13 387            | 10,88 %  |
| Итого          | 123 113           | 100,00 % |

## Застройка района
Застройка района в основном состоит из многоэтажных панельных домов типовых серий: КОПЭ, П-3, П-44, П-44Т, П-46.
Местные достопримечательности:
- Патриаршее подворье;
- Дача Левенсона, созданная по проекту архитектора Фёдора Шехтеля;
- Храм святого благоверного князя Игоря Черниговского, сооружённый по проекту архитектора А. И. Шипкова;
- Старая школа посёлка Ново-Переделкино (Боровское шоссе 37 корп. 1).

## Инфраструктура

### Социальные объекты
В районе действует искусственный горнолыжный склон, бассейн, ледовый каток, теннисный корт и школа спортивной борьбы ДЮСШ «Борец»; 13 общеобразовательных школ, 14 детских садов, а также 2 взрослых и 2 детских поликлиники. В районе также имеется центр социального обслуживания. С 1997 года выходит ежемесячная районная газета «Ново-Переделкино».
Работает студия кабельного телевидения «Prima TV».

### Православные храмы
В районе действуют следующие православные храмы:
- Храм Благовещения Пресвятой Богородицы в Федосьине (Ново-Переделкино) — Лукинская улица, дом 11, корпус 1[24];
- Храм святого благоверного князя Игоря Черниговского — соборный храм вместимостью до 2000 прихожан. Освящён 17 июня 2012 года[25]. Архитектор — Александр Шипков;
- Храм Спаса Преображения в Переделкине — Лазенки 7-я улица, дом 42.

Храмы входят в состав Михайловского благочиния Русской православной церкви.

## Промышленность
В районе расположен кондитерский цех, заводы Coca-Cola и McDonald’s, а также главный офисный центр компании «Русский стандарт».

## Парки и скверы
На территории Ново-Переделкино располагаются природные территории, парки и небольшие скверы.
Зона отдыха у реки Алешинка находится на западной границе района. В 2018 году на природной территории был разбит парк для прогулок и отдыха: здесь были проложены пешеходные дорожки и деревянный променад на сваях. Ближе к жилой постройке обустроены игровые и рекреационные зоны: детские площадки, включая горки на холмах, а также амфитеатр с крытой сценой. Площадь парка составляет 10.5 га.
В центральной части района расположен Чоботовский лес — парк, который был высажен местными жителями после окончания Великой Отечественной войны. В 2016 году в парке был возведен обелиск, посвященный обороне Москвы.
Детский парк «Буратино» появился на месте пустыря на Новоорловской улице в 2013 году. Проект благоустройства был подготовлен итальянским архитектором Виллемом Брауэром, а профинансировали работы частные инвесторы. При разработке концепции архитектор учитывал опыт Копенгагена, Стокгольма, Осло и Хельсинки в строительстве аналогичных парков. В зоне отдыха построен фонтан, лабиринт из растений, амфитеатр. Установлены арт-объекты: фигуры животных, а также скульптура персонажа Буратино. Для детей оборудованы игровые площадки, в том числе тарзанка и павильон с уличными музыкальными инструментами.
Кроме того, в районе разбиты небольшие скверы. Сквер у памятника погибшим на Чернобыльской АЭС находится у дома 6 на улице Шолохова. Мемориал был установлен здесь 26 апреля 1997 года, в годовщину аварии (в Ново-Переделкине проживает более 360 семей, переживших катастрофу в Чернобыле). В 2018 году сквер обновили: разбили газон, установили лавки и урны, новые фонари.
В 2019 году был обустроен новый сквер на Лукинской улице. Зона отдыха была разбита на месте пустыря в рамках программы «Мой район». В сквере построена всесезонная эстрада для мероприятий, выполненная в виде открытой книги (стилистическое решение продиктовано тем, что поблизости находится писательский поселок Переделкино). Есть также амфитеатр, уличные качели под перголами, зона для игры в шахматы и детские площадки.
У здания Управы района в 2019 году был разбит сквер «Борец», также в рамках программы «Мой район». Название и тематику зона отдыха получила по располагающейся рядом спортивной школе «Борец». Достопримечательностью сквера стала скульптура «Дети — борцы», автором которой является Зураб Церетели.
Сквер у Малого Федосьинского пруда — зона отдыха в юго-западной части района, полностью благоустроенная в 2021 году. Вокруг водоема проложена набережная, на западном берегу построена смотровая терраса со скамейками. К востоку от пруда расположена детская площадка с многоуровневой горкой и полосой препятствий.

## Транспорт

### Железная дорога
В северной части района между 7-й улицей Лазенки и 1-й Чоботовской аллеей расположена платформа Переделкино Киевского направления МЖД. Время в пути от Киевского вокзала — 20—25 минут. С 1 августа 2013 года запущено движение электричек до новой железнодорожной платформы Новопеределкино по участку, который ранее служил подъездным путём к Западной водопроводной станции и не использовался для пассажирских перевозок. Новая станция расположена между улицами Производственная и Родниковая, в непосредственной близости от посёлка ЗВС. Для организации движения на участке от станции Солнечная до новой платформы Ново-Переделкино были произведены капитальный ремонт верхнего строения пути, электрификация и установка шумозащитных экранов в местах прилегающей жилой застройки.

### Автобусы
Район соединен маршрутами городского автобуса со станциями московского метрополитена «Саларьево», «Тропарёво», «Юго-Западная», «Тёплый стан», «Молодёжная», «Крылатское», «Аминьевская», железнодорожными платформами Аминьевская, Мещерская, Мичуринец, Кокошкино, станциями Солнечная и Толстопальцево, а также аэропортом Внуково. В 2003 году в автобусах Ново-Переделкино начали устанавливать турникеты (АСКП).
Местные маршруты (в пределах районов Ново-Переделкино, Солнцево, Внуково):
- № 32 (МЦД Мещерская — станция метро «Рассказовка»)
- № 296 (Станция метро «Рассказовка» — Посёлок Переделкино)
- № 507 (Станция метро «Рассказовка» — станция метро «Саларьево»)
- № 550 (Станция метро «Рассказовка» — МЦД Переделкино)
- № 579 (МЦД Переделкино — Насосная улица)
- № 750 (Станция Солнечная — Посёлок Толстопальцево)
- № 950 (Станция Солнечная — МЦД Кокошкино)
- № с217 (Новоорловская улица — Лазёнки)
- № c258  (5-й микрорайон Солнцева — Улица Федосьино)

Внешние маршруты (пересекают МКАД)
- № 274 (Матвеевское — Станция метро «Пыхтино»)
- № 343 (МЦД Переделкино — станция метро «Юго-Западная»)
- № 554 (Улица Федосьино — Крылатское)
- № 767 (Улица Федосьино — станция метро «Тёплый Стан»)

### Метрополитен
На территории района находятся станции метрополитена «Боровское шоссе» и «Новопеределкино», открытые 30 августа 2018 года.
С 1988 года разрабатывались планы проведения в район линии метрополитена. В 2003 году был утверждён план строительства лёгкого метро от станции метро Юго-Западная, однако из-за возможной перегрузки Сокольнической линии и неудачного эксперимента с Бутовской линией проект был отменён, и в результате Солнцевская линия построена от станций Деловой центр и Парк Победы в подземном варианте вдоль Мичуринского проспекта из центра.
В разное время существовали проекты проведения в Ново-Переделкино линий троллейбуса.